# ألأهيو (مدينة)
ألأهيو (بالإسبانية: Alhué) هي بلدية تقع في تشيلي في Melipilla Province.[بحاجة لمصدر] يقدر عدد سكانها بـ 4,435 نسمة ومساحتها 845.2 كم2 .